# Osberno di Gloucester
Osberno di Gloucester, nato come Osbern Pinnock of Gloucester (in latino Osbernus Glocestriensis o Claudianus Osbernus Pinnuc; 1123 – 1200), è stato un monaco cristiano e lessicografo inglese appartenente all'ordine dei benedettini dell'abbazia di St. Peter di Gloucester.

## Biografia
Il suo Panormia o Derivationes (Liber Derivationum), fu un elenco di termini latini compilato fra il 1150 ed il 1180. Esso conteneva un glossario di termini rari e derivati da lemmi di etimologia latina e per questo era innovativo; i due aspetti vennero comunque tenuti separati. Quest'opera venne stampata da Angelo Mai nel 1836 col titolo di Thesaurus novus latinitatis; il suo riadattamento venne in seguito attribuito a Wilhelm Meyer. Essa ebbe notevole diffusione a suo tempo ed influenzò gli ultimi lavori di Uguccione da Pisa.

## Edizioni
- P. Busdraghi et al. (a cura di), Osberno, Derivazioni, voll. I-II.